# Hagunda IF
Hagunda IF är en          idrottsförening i Vänge som bildades 1960 genom en sammanslagning av Vänge GoIK, Skogstibble AIF och Ålands SK. Föreningens tre stora idrotter vid sammanslagningen 1960 var fotboll, med Vänge som centrum, skidor med Åland som centrum och orientering med Skogstibble som centrum. Dessutom fanns en bordtennissektion, en gymnastiksektion och en ungdomssektion
Under 1970- och 1980-talen var det skidsektionen och friidrottsektionen som var störst i föreningen och Hagunda IF vann ett flertal SM-guld på ungdoms- och juniorsidan och även två seniorguld. Marie Simonsson representerade Hagunda IF i Finnkampen vid flera tillfällen och 1977 vann hon även en seger i Finnkampen på 800 m. Karin Lamberg var föreningens bästa längdskidåkare och tävlade för Hagunda IF när hon deltog i OS i Lake Placid 1980. Efter OS bytte hon dock förening till IFK Mora.
År 1992 startades innebandysektionen i Hagunda IF och under 1990-talet växte den till att ha som mest 21 aktiva innebandylag. Hagunda har därefter fortsatt att vara en av upplands största innebandyföreningar med en bred ungdomsverksamhet. Föreningens herrlag har också varit ett av distriktets bästa lag sedan omkring år 2000. Under tre säsonger spelade laget i Sveriges näst högsta serie, där man som bäst placerade sig på en 3:e plats säsongen 2009/2010.
Hagunda IF:s innebandysektion har även vunnit 1 USM-guld, 1 silver i HJ20-SM, 1 USM-silver, 1 USM-brons samt varit i två semifinaler i HJ20-SM (som då hette Juniorallsvenskan)